# Рыбники (Тернопольская область)
Рыбники (укр. Рибники) — село в Саранчуковской сельской общине Тернопольского района Тернопольской области Украины.
До 2020 года входило в Бережанский район.
Код КОАТУУ — 6120487601. Население по переписи 2001 года составляло 323 человека.

## Географическое положение
Село Рыбники находится на берегах реки Золотая Липа,
выше по течению на расстоянии в 2 км расположено село Потуторы,
ниже по течению примыкает село Котов.
Через село проходит железная дорога, станция Потуторы.

## История
- 1785 год — дата основания.

## Объекты социальной сферы
- Школа I ст.
- Клуб.
- Фельдшерско-акушерский пункт.